# Sociale besmetting
Sociale besmetting is een vorm van sociale invloed waarbij affect, attitude of gedrag zich onopzettelijk verspreiden door onderlinge interactie, vergelijkbaar met hoe besmettelijke ziektes zich verspreiden. De ontvangende partij voelt geen opzettelijke invloed, wat de ontvankelijkheid vergroot.
In 1993 kwamen David A. Levy en Paul Nail met een voorstel voor een definitie, aangezien het begrip daarvoor voor wijduiteenlopende en tegenstrijdige fenomenen werd gebruikt. Zij stelden drie soorten voor, ontremmende besmetting, echo-besmetting en hysterische besmetting.
Sociale besmetting wordt onderscheiden van andere vormen van sociale invloed zoals gehoorzaamheid, compliance, sociale facilitatie, observationeel leren, suggestie, imitatie, conformisme en massahysterie.

## Voorbeelden van sociale epidemiën
- Heksenjacht
- Hervonden herinneringen
- Satanisch ritueel misbruik